# Andrew Cuomo
Andrew Mark Cuomo (New York, 6 december 1957) is een Amerikaans politicus van de Democratische Partij. Hij was van januari 2011 tot augustus 2021 de 56ste gouverneur van de staat New York. Daarvoor was hij van 2007 tot eind 2010 de procureur-generaal van deze staat. Van 1997 tot 2001 maakte hij deel uit van het kabinet van Bill Clinton met de bevoegdheid "Stedelijke Ontwikkeling".

## Biografie
Hij is de zoon van Matilda Raffa en van Mario Cuomo, de 52ste gouverneur van de staat New York die in functie was van 1983 tot 1995. Hij werd geboren en groeide op in het New Yorkse stadsdeel Queens en studeerde aan Fordham University. Zijn broer is Chris Cuomo, hij was een vooraanstaand presentator bij onder andere CNN, totdat hij in december 2021 werd ontslagen. 
Op 1 januari 2011 trad Cuomo in zijn vaders voetsporen door gouverneur van New York te worden, nadat hij in 2010 de gouverneursverkiezingen gewonnen had. Hij werd herkozen in 2014 en in 2018.
Cuomo is een tegenstander van de doodstraf en een voorstander van gelegaliseerde abortus. In 2011 bekritiseerde kerkjurist Edward Peters bisschop Howard Hubbard van Albany omdat die Cuomo de communie uitreikte tijdens een mis voor zijn inauguratie, ondanks zijn openlijk buitenechtelijk samenwonen en zijn pro-abortusstandpunten.
Cuomo was gedurende dertien jaar getrouwd met Kerry Kennedy, dochter van Robert F. Kennedy en Ethel Skakel Kennedy. Het koppel kreeg drie kinderen. Ze gingen in 2003 uit elkaar en scheidden in 2005. Daarna was hij 14 jaar samen met Sandra Lee.

### Gouverneur van New York
Andrew Cuomo was geen bevlogen politicus zoals zijn vader Mario, maar een pragmatische manager die wel dingen voor elkaar kreeg. Hij voerde strengere wapenwetten door, verhoogde het minimumloon naar 15 dollar per uur en liet bankiers die tijdens de financiële crisis toch grote bonussen opstreken, daarvoor bloeden. Maar hij voerde een zuinig financieel beleid en weigerde de belastingen te verhogen, waardoor hij in zijn eigen Democratische Partij voortdurend onder schot lag.

#### Coronabeleid
In 2020 oogstte Cuomo brede waardering van epidemiologen voor zijn optreden tijdens de evoluerende COVID-19-pandemie in de staat New York. Hij besloot tot een de staat omvattende lockdown en tot het sluiten van niet-essentiële bedrijven in een poging om de curve van het virus af te vlakken. Evenals veel andere nationale leiders ondervond Cuomo echter ook kritiek op zijn onderschatting van de ernst van de pandemie voordat het risico ervan volledig zichtbaar werd voor het Amerikaanse publiek.
Op 28 maart 2020 dreigde Cuomo de staat Rhode Island met een rechtsgeding over een nieuw statelijk quarantaine-beleid van Rhode Island voor het stoppen van inkomende New Yorkers.

#### Beschuldigingen van seksuele intimidatie
In 2021 stelde de procureur-generaal van New York een onderzoek in naar beschuldigingen van seksuele intimidatie. Cuomo zou, zo concludeerde het onderzoeksrapport, in de jaren 2013 tot 2020 zeker elf vrouwen lastig hebben gevallen en ongepast zou hebben benaderd. Hij en zijn vertrouwelingen zouden bovendien voor een werkomgeving hebben gezorgd waarin angst en intimidatie wijdverbreid zouden zijn geweest. Er waren volgens het onderzoeksrapport ook aanwijzingen dat Cuomo zijn politieke macht zou hebben misbruikt. Eerder in 2021 verklaarde president Joe Biden dat als de beschuldigingen waar bleken te zijn, Cuomo zou moeten aftreden als gouverneur. Na het uitkomen van het rapport riep Biden Cuomo op om af te treden. Democratische leiders in het Amerikaans Congres deden hetzelfde. Op 10 augustus 2021 maakte hij bekend af te treden. Zijn vertrek werd twee weken later definitief. Hij werd opgevolgd door plaatsvervangend gouverneur Kathy Hochul die de eerste vrouwelijke gouverneur van New York is.
In 2025 doet Cuomo een gooi naar het Burgemeesterschap van New York City.
- Gemeinsame Normdatei: 1076498868
- International Standard Name Identifier: 0000 0001 2140 7254
- Library of Congress Control Number: no97069149
- National Archives and Records Administration: 10574637
- SNAC: w6n90fqm
- Union List of Artist Names: 500254702
- Virtual International Authority File: 78388165
- WorldCat: E39PBJk4yHYBWDjbDkMYC4hWDq